# Geronimo Stilton (serie animata)
Geronimo Stilton è una serie televisiva d'animazione italiana basata sull'omonima serie di libri della scrittrice per ragazzi Elisabetta Dami e prodotta da Atlantyca Entertainment, Superprod Animation e Rai Fiction. Nella terza stagione vi è la partecipazione di France Télévisions. Nella prima e seconda stagione i produttori furono Atlantyca Entertainment e Moonscoop, con la partecipazione di Rai Fiction per tutte e tre le stagioni.
La prima stagione è andata in onda in Italia su Rai 2 dal 15 settembre 2008 all'11 gennaio 2010. La seconda è andata in onda sempre su Rai 2 a partire dal 24 ottobre 2011. La serie è stata rinnovata per una terza stagione, che è andata in onda in Italia a partire dal 4 novembre 2016 assieme a repliche delle due stagioni precedenti su Rai Gulp per un totale di 78 puntate.
La prima stagione è stata inoltre pubblicata in formato 6 DVD, e distribuita dalla Universal Pictures Italia.

## Episodi
| Stagione         | Episodi | Prima TV Italia   |
| ---------------- | ------- | ----------------- |
| Prima stagione   | 26      | 15 settembre 2008 |
| Seconda stagione | 26      | 24 ottobre 2011   |
| Terza stagione   | 26      | 4 novembre 2016   |

## Doppiatori
| Personaggio            | Doppiatore italiano                                              |
| ---------------------- | ---------------------------------------------------------------- |
| Geronimo Stilton       | Patrizio Prata                                                   |
| Benjamin Stilton       | Monica Bonetto                                                   |
| Tea Stilton            | Debora Magnaghi                                                  |
| Trappola Stilton       | Riccardo Peroni                                                  |
| Pandora Woz            | Tosawi Piovani (ep. 1x03-1x11) Emanuela Pacotto (ep. 1x17-st. 3) |
| Torquato Travolgiratti | Marco Balbi                                                      |
| Sally Rasmaussen       | Patrizia Salmoiraghi                                             |

## Differenze tra i libri e la serie animata
- Geronimo nei libri porta gli occhiali e il suo aspetto fisico è leggermente grassotello; nella serie animata non porta gli occhiali, è più giovane e più snello.
- Benjamin nei libri ha 9 anni, nella serie televisiva animata ne ha 12.
- Trappola nella serie televisiva è molto fifone; nei libri, invece, è più coraggioso. Inoltre il suo aspetto fisico è leggermente diverso in quanto nei libri egli ha i capelli raccolti in una coda di cavallo e porta un orecchino d'oro all'orecchio sinistro.
- Geronimo nella serie animata lavora anche come giornalista televisivo; invece nei libri no.
- Nella serie animata, non c'è alcun riferimento o prova dell'esistenza dei Gatti Pirati o della loro isola e quindi di tutti i personaggi felini. Tuttavia due pirati rimandano, in quanto ad aspetto fisico, a Gattardone e Tersilla.
- Nella serie Geronimo è più atletico e coraggioso rispetto ai libri dove invece è l'esatto opposto (tranne alla fine della 3* stagione).
- Nei libri Sally indossa abiti color pastello, ha una pelliccia dorata ed è calva. Nella serie invece ha lunghi capelli rossi, una pelliccia bianca e indossa abiti viola. Inoltre quando parla usa come nei libri l'intermezzo dico! ma non troppo spesso.
- Vari personaggi sono stati omessi nella serie come Tenebrosa Tenebrax, Pinky Pick, Pina Topozzi, Patty Spring ecc.
- Nei libri Ombra, la cugina di Sally, ha la pelliccia grigia e lunghi capelli biondi. Invece nella serie la pelliccia è ramata e non sembra che abbia i capelli.
- Nei libri Marameo non lavora come assistente di Sally a differenza della serie animata.